# امانوئل فابر
امانوئل فابر (انگلیسی: Emmanuel Faber) (زاده ۱۹۶۴) کارآفرین، بازرگان و مدیر ارشد اجرایی فرانسوی است، که در حال حاضر به‌عنوان مدیر عامل اجرایی شرکت دانون فعالیت می‌کند.